# 孫太郎
孫太郎（まごたろう 旧字体：孫太郞、延享元年（1744年） - 文化4年（1807年））または孫七（まごしち）は、江戸時代の船乗り（水主）である。
なお、本項の日付はすべて旧暦で記している。

## 生い立ちと漂流の経緯
孫太郎は延享元年（1744年）に福岡藩領筑前国志摩郡唐泊浦（現：福岡県福岡市西区宮浦）で生まれた。
宝暦13年（1763年）10月6日、孫太郎は五カ浦廻船所属の伊勢丸（20人乗り 1600石）の乗組員として唐泊から大坂に向かった。伊勢丸は当時五カ浦廻船でも最大級の新造船であり、船頭は船主である青柳文八の息子である青柳十右衛門（重右衛門とも）がつとめていたが、十右衛門はまだ18歳であったため、船の指揮権は船親仁（甲板長）の仁兵衛と楫取（航海長）の新七が事実上握っていた。
伊勢丸は福岡藩の藩米を大坂に輸送した後、豊前国中津（現：大分県中津市）に戻り年を越し、翌明和元年（1764年）2月16日、中津藩の藩米を積んで江戸に向かった。江戸には4月ごろに到着し、4月6日には津軽藩の依頼を受けて江戸と青森の間を往復して米を運んだ後、6月に再び江戸を出航し津軽に向かった。この航海の途中、鹿島灘で炊（かしき 船員見習い）の源蔵が海に落ちて行方不明となった ため、途中で寄港した南部藩領才の浦で貞五郎という者を新たに雇った。その後伊勢丸は津軽藩領小泊（現：青森県北津軽郡中泊町小泊）で材木を積み、8月ごろに箱館に寄港した。しかし、箱館では長作という船員が船の金を盗んで宿屋の娘と駆け落ちしたため、伊勢丸の船員の士気は著しく低下することになった。結局長作は見つからず、伊勢丸は江戸に向かうために箱館を出航し、8月24日に仙台藩領水崎小浦に寄港した。一行はここで源蔵の供養をするために僧を呼ぶと同時に長作の代わりとなる者を探し、新たに金碇長太という者を雇った。
伊勢丸は水崎小浦を10月4日深夜に出航し、15日朝に箒木浦（現：宮城県石巻市福貴浦）に入港した。ここで風待ちのため数日滞在した後、10月20日早朝に箒木浦を出航したのだが、その日の夕方、塩屋埼（現：福島県いわき市）沖を航行中に嵐に遭遇した。そのため、乗組員たちは全員で集まって相談したのだが、江戸に向かうべきと主張する船親仁の仁兵衛と、港に戻るべきと主張する楫取の新七の間で意見が割れた。幹部たちの対立に孫太郎たち平船員は口を出すことはできず、18歳の船頭である十右衛門も口を挟むことができなかった。伊勢丸の意見がまとまらない間に、近海を航行中の他の船はほとんど避難を終え、残されたのは伊勢丸と残島（能古島）の村丸だけとなっていた。
日没後、風と波はさらに激しさを増し、伊勢丸は村丸とも散り散りになった。船への浸水は激しく、積荷の材木を海中に捨てても船への浸水は止まらなかった。この時の嵐のことを後に孫太郎は、
と述べている。この嵐によって翌21日に伊勢丸の舵は流され航行不能となり、乗組員たちは船のバランスを保つためにマストを切り倒すと同時に、船板で代用の舵を作った。しかしその舵も23日未明までに流されてしまい、伊勢丸は完全に航行不能となった。
嵐は11月に入ったころにようやく止んだが、伊勢丸は西風によって太平洋上を東南に流され続けた。しかし12月14日に風が止んだことにより、伊勢丸は北赤道海流に乗り、今度は西に流されるようになった。このころ、仁兵衛は塩屋埼沖でのことに対して責任を感じて自殺を図るのだが、新七をはじめ他の船員に励まされ、自殺を思い留まった。これ以降、伊勢丸の乗組員の結束は固くなり、食糧の米が残り少なくなった時も、雪駄の裏皮を使ってルアーを作り、魚を釣って乗り切ったり、時に冗談を言い合って互いに慰め合った。
しかし12月下旬になると穀物と飲料水の不足はさらに激しくなり、乗組員たちは昆布の入った水1斗（18.039リットル）に米2升（約3.6リットル 20合）が入った粥を20人で分けた。このころになると乗組員全員が飢え死にを覚悟し、「水を飲んでいないのに常に涙がこぼれている」状態となった。

## 漂着
宝暦14年（1764年）元旦、乗組員たちは2ヶ月半ぶりに陸地を発見する。孫太郎たちは当初、その陸地が薩摩か琉球であると思っていたが、海岸にマングローブの林があることや聞いたことのない鳥の声がすることから、日本から遠く離れた地であることがわかった。それでも一行は上陸すべく、伝馬船（ボート）に荷物を移し、人家を探して南に15里ほど移動し、浜辺で休憩をとった。
一行が浜辺で休憩をとっていると、頭が赤く、変わった笠を着て、腰に毛布をまとい、槍や鉄砲で武装した先住民300名 がやってきた。先住民たちは孫太郎たちの所持品をすべて掠奪したが、孫太郎たちがジェスチャーで空腹を訴えると芋の中に唐米を炊いて混ぜたものを与えた。先住民たちは孫太郎たちをそのままカラガンという近隣の村に連行し、酋長と面会させたが、面会後20人は村はずれの家に罪人扱いとして監禁された。
一行は故郷のことを思い出して、成すすべなく日々を泣いて過ごしていた。監禁から2週間程で新七を含む4人は病死し、仁兵衛、甚次郎、彦五郎の3人はどこかに連れて行かれてそのまま帰ってこなかった。それから数日で船頭の十右衛門が病死し、さらに数日後には藤蔵がどこかへ連れて行かれ、藤蔵の失踪からの10日間でさらに5人が病死した。孫太郎はこの監禁生活のことを、
と後に述べている。
このカラガン村があった島について、『漂流天竺物語』や『華夷九年録』では「南天竺の内ボロネヲ」と記され、現在のボルネオ島であると記されているが、『南海紀聞』では「マキンダラヲ」、『漂夫譚』では「マギンタロウ」と記され、『南海紀聞』の編者である青木興勝は漂着場所をフィリピン南部のミンダナオ島であるとしている。現在では『南海紀聞』の説の方が正しいとされ、伊勢丸はミンダナオ島南岸に漂着したとするのが定説となっている。
3月ごろ、残された7人は家から出されて船に乗せられた。7人は日本に帰れるかもしれないと淡い期待を抱くが、カラガンを出た船は西に向かい、20日ほどでソウロクという場所に着いた。ソウロクは現在のスールー諸島のことであり、7人は奴隷商人の家でしばらく暮らしたが、4月末に金兵衛、市三郎、貞五郎、弥吉、長太の5人は海賊の頭のもとに連行されることになり、孫太郎と幸五郎の2人だけが残されることになった。
2人は6月中旬に別の島に連れて行かれ、ゴロウという海賊の持ち物となった。ここで2人は、結婚式の宴席で太鼓を持たされ日本の歌を披露させられたりしたが、その後も他の者に転売され続け、2人はスールー諸島中を連れまわされることになった。やがて2人はボルネオ島南部のバンジャルマシンに連れて行かれることになったが、この航海中に孫太郎が兄と慕っていた幸五郎が病死した。幸五郎の亡骸は海に捨てられそうになったが、孫太郎はせめて海岸に土葬させてくれと懇願し、幸五郎の亡骸は孫太郎の手によって海岸近くの小高い丘に埋葬された。

## バンジャルマシンでの暮らし

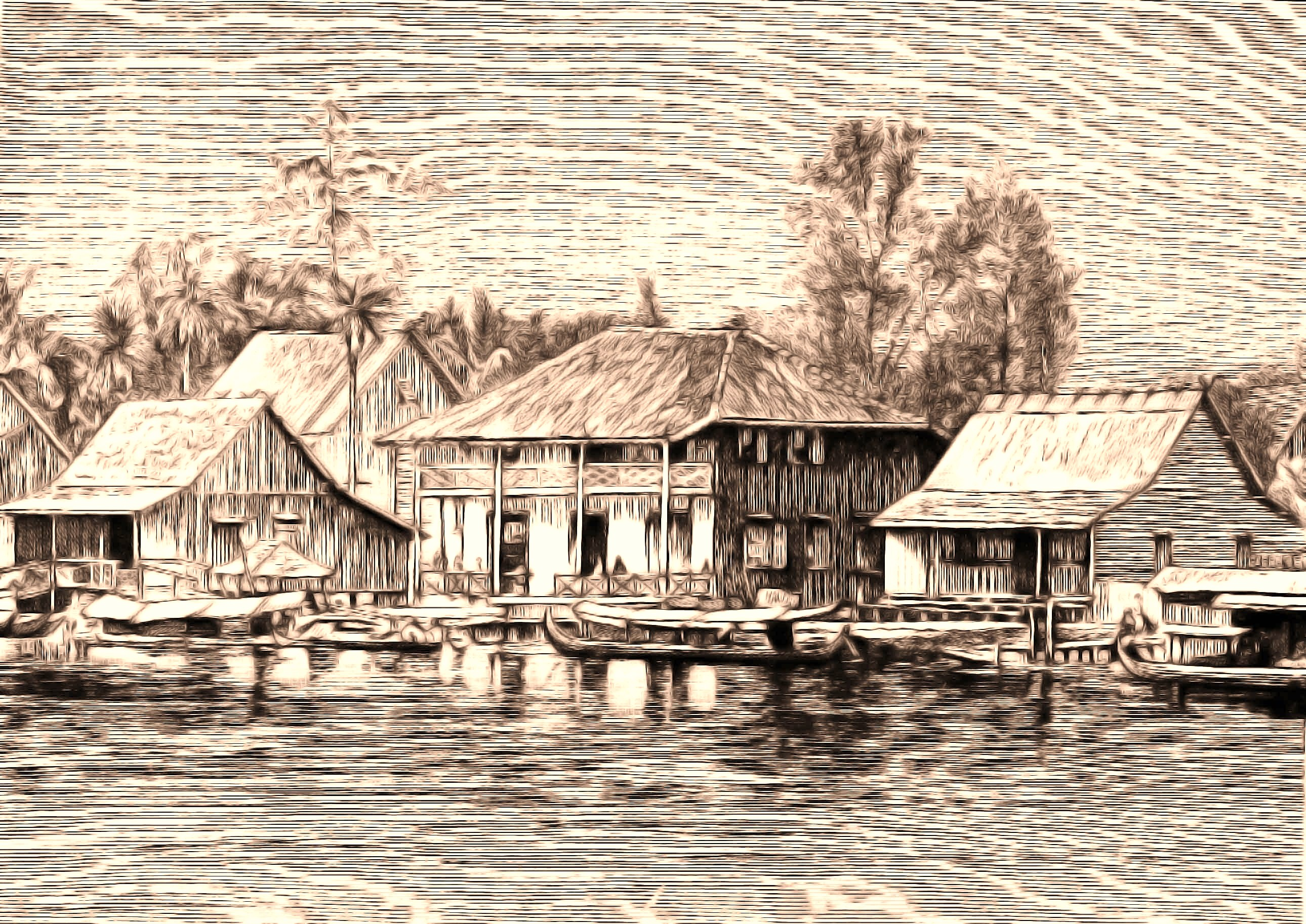
1862年のバンジャルマシン

スールー諸島を出発してから42日目にして、孫太郎はバンジャルマシンに到着した。バンジャルマシンに着いた孫太郎はすぐに奴隷市場で売りに出された。客は先住民の有力者や華僑であったが、当時の先住民の間では「継ぎ首」という、親が死んだ際にその首を切って保存し、元の亡骸には別の人（奴隷）の首を切ってつなぐという習慣があった。そのため、孫太郎は華僑の家に買ってもらうべく、ある華僑の夫婦が通りかかった時に口をゆがめたり、眉をひそめてみせるなどのパフォーマンスを行った。このパフォーマンスが功を奏し、孫太郎はその華僑の家に30文で引き取られることになった。
夫婦の家は呉服、瀬戸物、雑貨などを売る大商人の家であった。夫婦はまだ新婚であり、主人はタイコン官（大根官とも）、妻は18歳でキントンといった。その他にも家にはタイコン官の弟のカンベン官とその母親、そして華僑の番頭が2人と下人が15人住んでいた。下人はほとんどが華僑があったが、男3人と女3人だけがマレー系のバンジャル人で、孫太郎は特にこの下女3人と親しくなっていった。
主人のタイコン官一家は皆慈悲深い性格 であり、孫太郎は真面目に働いたので主人の信頼も篤くなっていった。孫太郎はやがてバンジャル語や潮州語も覚え、『漂夫譚』には両言語の1から10までの数詞が記録されている。また『南海紀聞』にはバンジャル語の歌が3つも記載されているほか、モスクで聞き覚えたアザーンの一説であるタフリールも正確に音写されている。
この他にも『南海紀聞』や『華夷九年録』には孫太郎が滞在中に起きた事件や出来事について事細かに記されており、当時のバンジャルマシンに人食いワニが出没した事件やイギリスや福州から来た船が海賊に襲われた事件についての記述がある。また、孫太郎はカンベン官と共にボルネオ内陸部のダヤク族の村を訪ねており、日本人として初めてダヤク族と接触している。
また文化、習俗についての記述も数多く、当時の華僑の年中行事や冠婚葬祭の習慣についても記述がある。例えば、孫太郎がタイコン官の家に来た時は丁度盂蘭盆の時期であったため、盂蘭盆について、
と記されており、15日の夜に明りの灯った船を川に流すところなど、日本の精霊流しとの共通点も見られる。

## タイコン官との別れ
孫太郎はバンジャルマシンで何不自由なく暮らしていたが、年を経るにつれて望郷の念に駆られるようになり、寝ても覚めても故郷を思い出すようになっていった。そのため、孫太郎はなんとか故郷に帰るべく、中国人たちが儒教思想から来る「孝」の精神を最も重視し、肉親を大切にしているということをヒントに、ある作戦を思いつく。
そして孫太郎がバンジャルマシンに来てから6年後の明和7年（1770年）秋、ついに孫太郎にチャンスが巡って来る。この日、タイコン官は外出しており、屋敷にはタイコン官の老母と孫太郎が残されていた。老母は肩の調子が悪かったのだが、掛かりつけの医者がこの日は来られなかったため、孫太郎が老母の肩を揉むことになった。孫太郎は老母の肩を揉みつつ、他に誰も聞いていないことを確認した後、日本に残されている年老いた両親が気がかりであること、自分には兄弟がいないために誰も両親の面倒を見る人がいないことなど、自分の身の上を老母に告げた。その話を聞いた老母は涙ぐみ、孫太郎の境遇に大変同情したのだが、実はこれらの身の上話はすべて嘘であり、孫太郎の母は孫太郎を産んだ時に亡くなっており、父も15歳の時に死別していて、故郷には兄が1人いるだけであった。
それから数日後、孫太郎は主人のタイコン官に呼び出された。タイコン官は孫太郎に日本に帰りたいのかどうか尋ね、これに対し孫太郎は両親の最期を見届けたらまたバンジャルマシンに戻り、タイコン官に再び仕えると答えた。孫太郎の答えを聞いたタイコン官は、日本は遠い国であるから一度行ったら帰って来られるわけがなく、お前のことは当家が30文で買ったのだから、当家に一生仕えなければならないはずであると言いつつ、孫太郎の両親を思う気持ちは、母から聞いてよくわかったので便船があり次第日本に帰ってもいいと告げた。その後もタイコン官は孫太郎の帰国に協力的で、孫太郎が長崎行きのオランダ船に乗れるよう取り計らったのもタイコン官である。
そして翌明和8年（1771年）4月、バタヴィアに向かうオランダ船が入港し、孫太郎はその船に便乗することになった。孫太郎の帰国に際して、タイコン官や仲間は、
- 蚊帳1帳
- 剣1振
- 木綿4,5端
- 先住民の民族衣裳3、法被3、枕1
- 藤葛の茣蓙と籠、羅紗1反
- 鼈甲1枚、インコ1羽とそのエサ

といった大量の土産を孫太郎に持たせ、浜辺まで見送りに出た。その時の様子について、
と記され、孫太郎の帰国に際してたくさんの人が見送りに来たことがわかる。この後ボートに移った孫太郎と見送りの人々はお互いに見えなくなるまで手を振り合い、その姿が見えなくなった後も、見送りの人々はたき火をして、その煙で孫太郎を見送り続けた。

## 帰郷
4月12日 に船はバンジャルマシンを離れた。航海は順調で、5月2日にはバタヴィアに到着した。翌3日、孫太郎は3人の高官と面会し、日本行きの船団が2日後に出航することを告げられた後、案内人ともにバタヴィア市内を見物している。
そして5月5日、孫太郎は2隻のオランダ船のうち1万8000石積みの大型の船に乗船し、オランダ人の高級船員8人、下級船員134人、マレー人便乗者10人と孫太郎を乗せた船はバタヴィアを出航した。平船員の中には日本への渡航経験があり、日本語がわかる者もいたため、孫太郎は船員たちから日本の船との違いや船での生活について聞いている。
5月8日に船団はスマトラ島のパレンバンに入港した後、南シナ海を北上した。船団は広東近海で変針し、琉球の近海を通過した後、6月16日に長崎港外の高鉾島に到着した。長崎上陸後、孫太郎は出島のオランダ商館で留め置かれたが、翌17日に幕府側に引き渡された。
幕府側に引き渡された孫太郎は長崎奉行所で絵踏などの取り調べを受けた後、揚屋（座敷牢）に収容された。なお、オランダ商館が幕府に提出した報告書には、あるオランダ人がバンジャルマシンで苦しい生活を送っていた孫太郎を見つけて救出し、現地の総督権限で日本まで連れてきたと幕府にアピールしている。これに対して幕府側もオランダ船による漂流民送還は前例がなかったため、長崎奉行の夏目信政は江戸表の意見を聞くべく江戸に使者を送った。孫太郎が帰国した明和8年（1771年）は老中に田沼意次が就任し、幕府が外交に積極的なころであったため、オランダ船による送還と謝礼の支払いは認められ、8月20日に孫太郎は福岡藩に身柄を引き渡されることになった。孫太郎は引き渡しに際して、幕府から銅2000斤、福岡藩主黒田継高からは八木20石を褒美として受け取ったが、バンジャルマシンで貰った剣の刀身は幕府に、蚊帳は黒田家にそれぞれ没収された。
引き渡し後、孫太郎は福岡藩が用意した駕籠に乗り、8年ぶりに故郷の唐泊に帰った。故郷では兄と再会し、仏壇で自分の位牌と対面している。

## その後
故郷に帰った孫太郎は孫七と名を改めた。
帰郷後の孫七には「生国押込」（しょうごくおしこめ）の措置が取られ、福岡藩の監視下に置かれた上、船乗りに戻ることはおろか、旅に出ることも禁止された。また孫七は帰国の際に、無事日本に着いたら自分の着物の片袖を破ってバンジャルマシンに返信することをタイコン官に約束していたが、それも認められなかった。
孫七の帰国後すぐに、孫七の証言をもとに『漂流天竺物語』と『華夷九年録』が出版された。しかしこれらの史料には文学的脚色もみられたため、寛政6年（1794年）ごろから亀井南冥の弟子の洋学者青木興勝が孫七から聞き取り調査を行い、調査結果は『南海紀聞』にまとめられた。『南海紀聞』は他の史料とは異なり、国際情勢を知る学問書としてまとめられたもので、興勝死後の文政3年（1820年）に秘密出版された。また『漂夫譚』は享和元年（1801年）11月に孫七からの聞き取り調査を行った後に出版され、数え年で58歳になった孫七の肖像画が残っている。
孫七は唐泊では唐孫（とうごま）さんと呼ばれ、文化4年（1807年）に亡くなった。

## 余談
大正の文化史家である石井研堂は『漂流譚雑筆』の中で、小栗重吉の『船長日記』、野村長平の『漂流日記』とともに孫七の『漂流天竺物語』を文学的価値のあるものと高く評価した。
また、伊勢丸と同じ日に塩屋埼沖で遭難した村丸はフィリピンのルソン島に漂着し、乗組員のうち14人は明和4年（1767年）に清国経由で日本に帰国した。しかし、14人も孫七と同じく「生国押込」となり、一生島から出ることは許されなかった。

## 孫太郎に関わる史料
- 『漂流天竺物語』
- 『華夷九年録』
- 『南海紀聞』
- 『筑前唐泊孫七物語』
- 『奇観録』
- 『漂夫譚』

など

## 脚註
1. ↑  『近世漂流記集』p122
2. 1 2  『江戸時代のロビンソン―七つの漂流譚』p173
3. ↑  『江戸時代のロビンソン―七つの漂流譚』p173より。なお、『華夷九年録』には津軽海峡で行方不明になったと記されている。『近世漂流記集』pp122-123
4. ↑  『近世漂流記集』pp122-124
5. ↑  『近世漂流記集』p124
6. ↑  『江戸時代のロビンソン―七つの漂流譚』pp174-175
7. ↑  『江戸時代のロビンソン―七つの漂流譚』p178
8. ↑  『近世漂流記集』pp127-128
9. ↑  『近世漂流記集』p130
10. ↑  『近世漂流記集』p131
11. ↑  『近世漂流記集』pp132-133
12. ↑  『近世漂流記集』p133
13. ↑  『江戸時代のロビンソン―七つの漂流譚』pp180-181
14. ↑  『近世漂流記集』p134
15. ↑  『近世漂流記集』p139
16. ↑  『江戸時代のロビンソン―七つの漂流譚』p181
17. 1 2  『江戸時代のロビンソン―七つの漂流譚』p184
18. ↑  『近世漂流記集』p141
19. ↑  『江戸時代のロビンソン―七つの漂流譚』pp194-195
20. ↑  『江戸時代のロビンソン―七つの漂流譚』pp182-183
21. ↑  『江戸時代のロビンソン―七つの漂流譚』pp195-196
22. ↑  『江戸時代のロビンソン―七つの漂流譚』pp197-198
23. ↑  『近世漂流記集』p112
24. ↑  『江戸時代のロビンソン―七つの漂流譚』pp198-199
25. ↑  史料によって異なる。『漂夫譚』では4月12日、『華夷九年録』では4月14日である。『近世漂流記集』p112, p151
26. ↑  『華夷九年録』には「マダロスの水主」と記されている。マダロス（matroos）とはオランダ語で船乗りの意。『近世漂流記集』p154
27. ↑  『近世漂流記集』p154
28. ↑  『近世漂流記集』p116
29. ↑  『江戸時代のロビンソン―七つの漂流譚』p200
30. 1 2  『江戸時代のロビンソン―七つの漂流譚』p201
31. ↑  『近世漂流記集』p158
32. ↑  『近世漂流記集』p159
33. 1 2  『江戸時代のロビンソン―七つの漂流譚』p202
34. ↑  『近世漂流記集』p90
35. ↑  『江戸時代のロビンソン―七つの漂流譚』p172
36. ↑  『江戸時代のロビンソン―七つの漂流譚』p207